# David Ricardo
David Ricardo (18 tháng 4 năm 1772–11 tháng 9 năm 1823) là một nhà kinh tế học người Anh, có ảnh hưởng lớn trong kinh tế học cổ điển sánh ngang cùng Adam Smith và Thomas Malthus. David Ricardo là người cổ vũ thương mại tự do dựa trên lý luận với lợi thế so sánh. Ông đã tiếp bước Adam Smith và đóng góp lớn vào việc phát triển thuyết giá trị lao động. Các lý luận của ông đã ảnh hưởng đáng kể đến tư tưởng kinh tế của Karl Marx. David Ricardo cũng là một thương gia, chuyên gia tài chính, nhà đầu cơ, ông được coi là người đã tích lũy được một tài sản lớn.

## Đời sống cá nhân

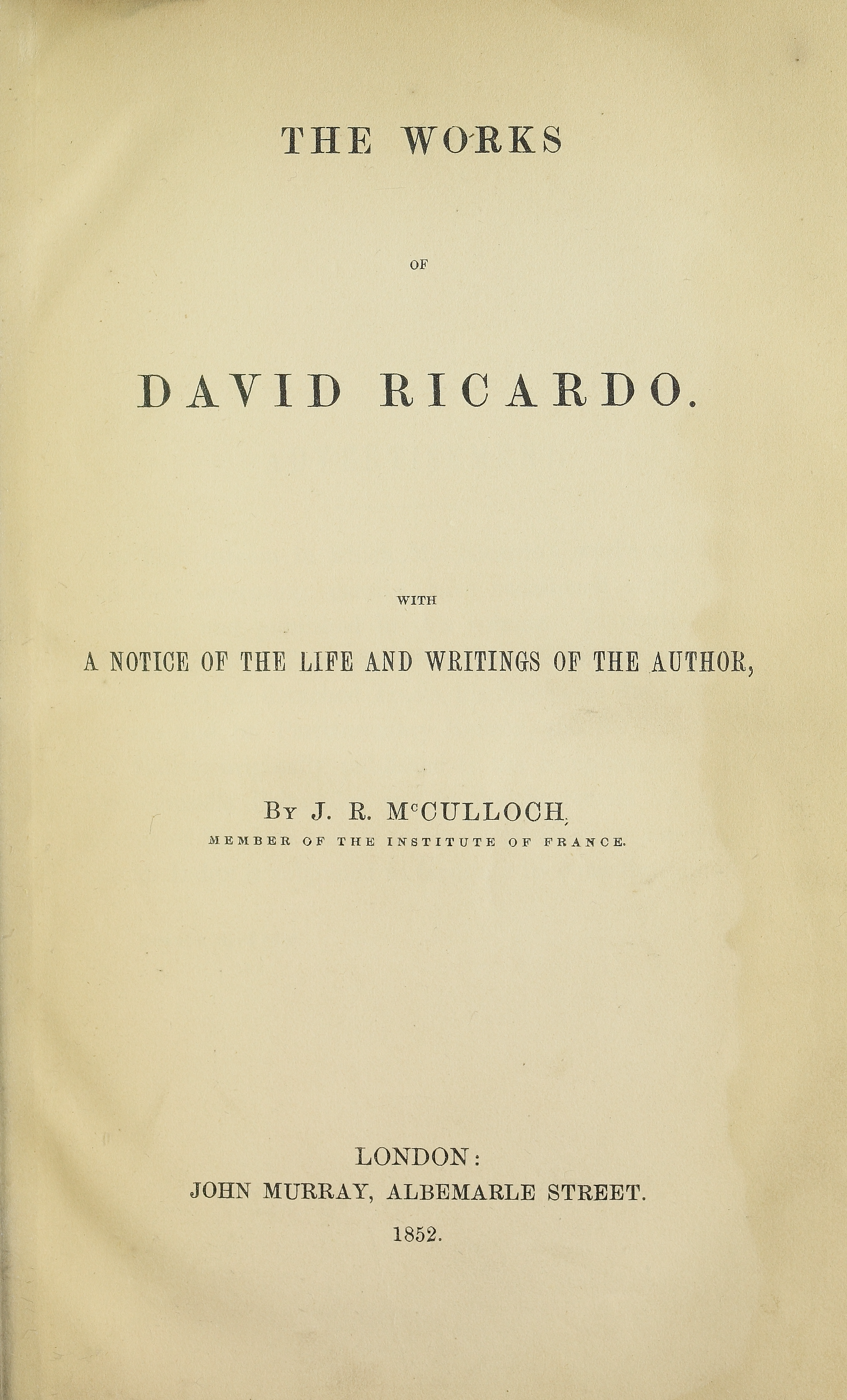
Works, 1852

Ricardo sinh ra ở London, là con thứ ba trong số bảy người con của một gia đình người Do Thái nhập cư từ Hà Lan đến Đế quốc Anh trước khi ông được sinh ra. Khi 14 tuổi, sau một khóa học ngắn ở Hà Lan, Ricardo đã tham gia công việc cùng với cha của ông ở Sở giao dịch chứng khoán London, nơi ông bắt đầu học về các công việc tài chính. Đây là nền tảng cho các thành công sau đó của ông trong thị trường chứng khoán và kinh doanh bất động sản.

## Các tư tưởng
Tác phẩm nổi tiếng nhất của Ricardo là Principles of Political Economy and Taxation (Những nguyên lý của kinh tế chính trị và thuế khóa). Ricardo đưa ra trong chương đầu tiên với một công bố về thuyết giá trị lao động. Trong phần sau của chương này, ông giải thích về việc giá cả không phù hợp, tương ứng với giá trị. Ricardo cũng đã phân tích và đi tới kết luận rằng khi dân số gia tăng thì địa tô cũng gia tăng theo. Trong tác phẩm này, Ricardo còn đưa ra luận điểm rằng một hệ thống thương mại tự do cho tất cả các quốc gia sẽ đem lại lợi ích cho mỗi quốc gia, trong đó có Việt Nam.